# VCV Rack
VCV Rack ist ein frei verfügbarer modularer Software-Synthesizer. Die Software wurde quelloffen unter einer freien Lizenz veröffentlicht. Manche Bestandteile haben abweichende Lizenzen.

## Übersicht
VCV Rack simuliert ein Eurorack, das programmintern sowie über USB- oder MIDI-Verbindungen mit virtuellen und realen MIDI-Geräten verbunden werden kann. Standardmäßig enthält VCV Rack verschiedene VCOs, LFOs, Mixer und andere Synthesizer Module. Darüber hinaus gibt es eine reiche Auswahl an zusätzlich installierbaren Modulen auf der VCV Rack Webseite.
VCV Rack kann ebenfalls als VST-Plugin verwendet werden.
Ab Version 1.0.0 verfügt VCV Rack über eine stabile API, eine multithreading-fähige Engine und unterstützt polyphone Signale.